# الموت أصبح هي
الموت أصبح هي (بالإنجليزية: Death Becomes Her)‏ هو فيلم كوميديا سوداء أمريكي صدر سنة 1992. من إخراج روبرت زيميكس. ومن بطولة ميريل ستريب و‌بروس ويليس و‌غولدي هاون.

## القصة
تدور أحداث الفيلم حول امرأتين تشتعل الغيرة بينهما منذ الصغر وتتصارع كل منهما كي تصبح أفضل من الأخرى إلى أن تسرق إحداهما (ميريل ستريب) من الأخرى (غولدي هون) خطيبها (بروس ويليز) وتغريه حتى تتزوج منه، ولذلك يزداد الصراع بينهما، ولكن بعد أن يتقدم بهما العمر تحاول كل منهما أن تكون الأجمل حتى تعثر إحداهما على دواء سحري يجعلها تعيش للأبد، ويحافظ على شبابها. وبعد ذلك تعود غولدي لخطيبها السابق وتخطط معه لقتل ميريل ولكنهما يقتلانها وهي لا تموت!

## الميزانية والإيرادات
بلغت تكلفة إنتاج الفيلم حوالي 55 مليون دولار بينما حقق أرباحا تقدر بـ 149,022,650 دولار.

## روابط خارجية
- الموت أصبح هي على موقع IMDb (الإنجليزية)
- الموت أصبح هي على موقع ميتاكريتيك (الإنجليزية)
- الموت أصبح هي على موقع روتن توميتوز (الإنجليزية)
- الموت أصبح هي على موقع نتفليكس (الإنجليزية)
- الموت أصبح هي على موقع قاعدة بيانات الأفلام العربية
- الموت أصبح هي على موقع ألو سيني (الفرنسية)
- الموت أصبح هي على موقع Turner Classic Movies (الإنجليزية)
- الموت أصبح هي على موقع أول موفي (الإنجليزية)
- الموت أصبح هي على موقع بوكس أوفيس موجو (الإنجليزية)
- الموت أصبح هي على موقع فيلمافينيتي (الإسبانية)